# 蒙特罗尼-达尔比亚
蒙特罗尼-达尔比亚（義大利語：Monteroni d'Arbia），是意大利托斯卡纳大区锡耶纳省的一个市镇。总面积105平方公里，人口8572人，人口密度81.6人/平方公里（2009年）。ISTAT代码为052017。